# جبل جلوكنرواند
جبل جلوكنرواند (بالألمانية: Glocknerwand) هو جبل في مجموعة جلوكنر ‏ في جبال الألب النمساوية الوسطى. يبلغ ارتفاعه 3722 مترًا. وهو مجاور لقمة جروسجلوكنر، أعلى قمة في النمسا. يقع الجبل على الحدود بين تيرول الشرقية وكيرنتن.
يعد جلوكنرواند جبلًا ضخمًا على شكل مروحة، وله منحدر صخور حاد للغاية بارتفاع يتعدى الـ 400 متر (1300 قدم).وتواجه تلك الصخور الاتجاهين الجنوب الغربي والشمال الشرقي. منطقة القمة مغطاة بانجرافات ثلجية كثيفة تجعل صعودها خطيرًا. لذلك تعتبر قمة جلوكنرواند من أصعب القمم التي يمكن تسلقها في مجموعة جبال جولكنر بأكملها.